# Cateterismo cardiaco

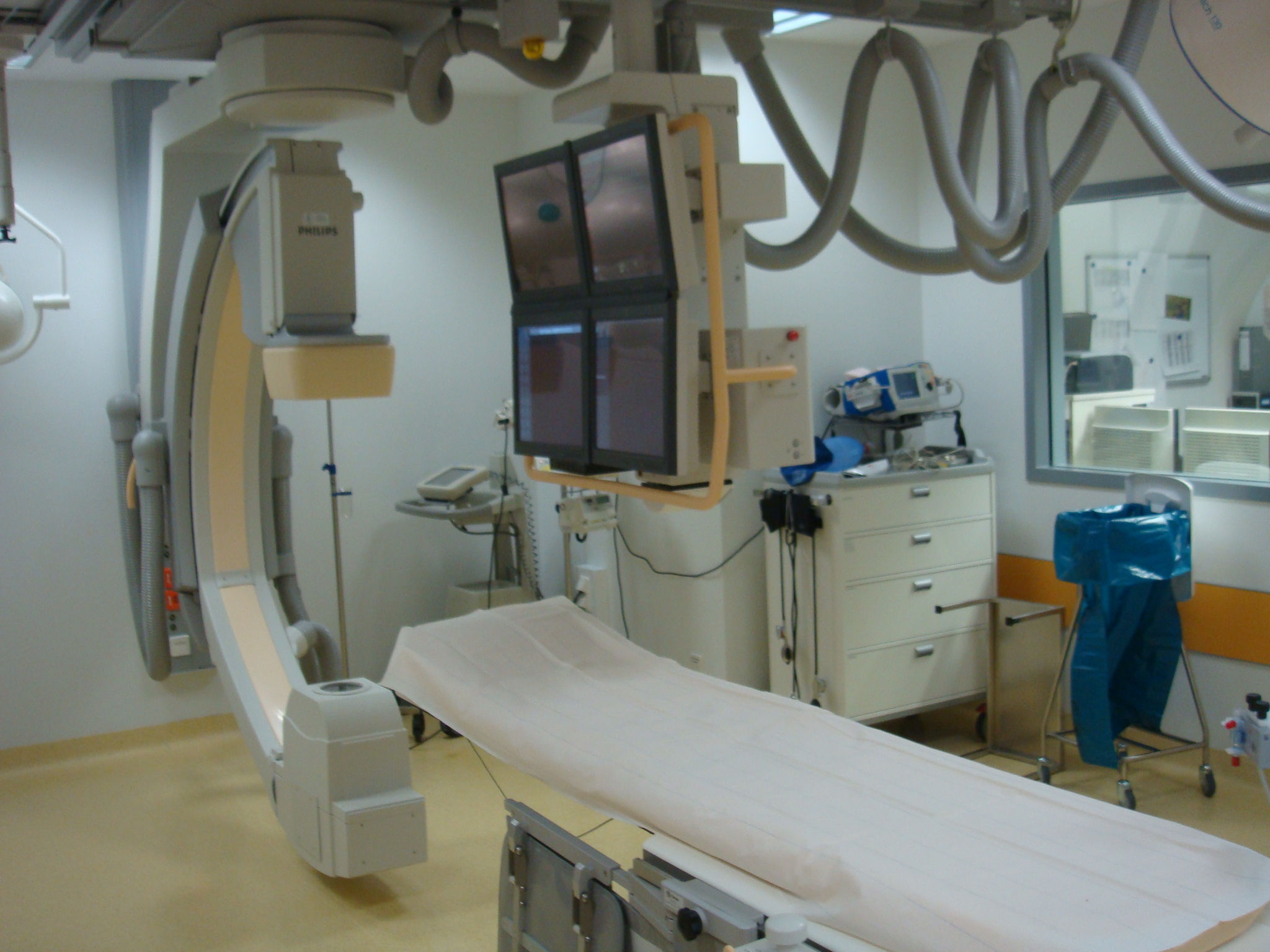
moderno laboratorio di emodinamica.

Il  cateterismo cardiaco  è uno dei test invasivi utilizzati in cardiologia, per lo studio del cuore e del suo funzionamento. Ormai da tempo, il cateterismo cardiaco è da considerarsi una tecnica mista: emodinamica e angiografica, che permette di valutare il cuore e i suoi vasi, nella possibilità di intervenire nelle procedure di rivascolarizzazione miocardica, siano esse da cardiochirurgia, che da cardiologia interventista (angioplastica)

## Storia
Nel 1929 Werner Forssmann, all'età di 25 anni, introdusse il primo catetere nel cuore di un essere vivente: se stesso. Molti altri avevano incannulato le vene, ma mai nessuno era arrivato in una cavità cardiaca, ci riuscì con un catetere di 66 cm e immortalò l'immagine, scattando una radiografia del torace, recandosi a piedi nel Dipartimento Radiologico ai due piani inferiore al suo studio.
Brevemente verranno riportate le tappe fondamentali nell'evoluzione della tecnica.
Seldinger nel 1953 introdusse la tecnica percutanea dall'arteria femorale facendosi costruire un ago dedicato. Forssmann con André Frédéric Cournand e Dickinson W. Richards ottennero il premio Nobel nel 1956 per i loro studi sul cateterismo del cuore destro e sinistro. Ross e Cope nel 1959 eseguirono il primo cateterismo transettale atriale. Sempre nel 1959 Sones avviò la tecnica dell'arteriografia coronarica selettiva e studiò la costruzione di un catetere particolare, che da lui prese il nome. Solo nel 1970 Swan e Ganz inventarono un catetere con un palloncino nella parte terminale, che una volta gonfiato, veniva trascinato dal flusso venoso e posizionato nell'arteria polmonare anche senza l'ausilio della radioscopia (importante nel monitoraggio emodinamico al letto del paziente nelle Unità di Terapia Intensiva).

## Tecnica
Attraverso l'impiego di un catetere, flessibile e di varie forme, si raggiunge il cuore attraverso i vasi, arterie e vene, per poter osservare e studiare al meglio le cavità cardiache e i grandi vasi presenti. In realtà il cateterismo isolato del ventricolo destro è ormai relegato a pochissime situazioni, mentre lo studio del ventricolo sinistro è associato allo studio delle arterie coronarie.

## Preparazione
Prima di iniziare il procedimento il paziente viene preparato adeguatamente e viene controllato in regime di ricovero. Prima di essere accompagnato nel laboratorio di emodinamica viene blandamente sedato e quindi trasferito in barella e da qui sul lettino radiologico. In sala di emodinamica si rispettano i protocolli di asetticità delle sale operatorie: preparazione con telini sterili e operatori sanitari guarniti di guanti e camici sterili, cuffie, mascherine e calzari idonei. Anche il paziente sarà disinfettato nelle parti interessate: le braccia se l'approccio sarà "brachiale" o l'inguine se l'approccio sarà "femorale" (in questo caso si praticherà la rasatura di entrambi gli inguini). Verrà in seguito eseguita anestesia locale con lidocaina: l'iniezione sarà lenta per garantire una migliore infiltrazione dei tessuti e un'anestesia più duratura.

## Progressione dei cateteri
A seconda della tecnica scelta, brachiale o percutanea, viene introdotto il catetere venoso nel vaso prescelto e, sotto controllo radioscopico, viene sospinto in atrio destro dove verrà prelevato un campione di sangue per misurare la saturazione d'ossigeno. Successivamente, con manovre specifiche, il catetere avanzerà attraverso il ventricolo destro sin all'arteria polmonare e da qui sino all'incuneamento dello stesso, in tal modo si potrà misurare la pressione di incuneamento capillare polmonare, che è un valore indiretto della pressione atriale sinistra, difficilmente valutabile con altre tecniche. 
Verranno prelevati diversi campioni di sangue per controllare l'ossigenazione, così da individuare eventuali anomalie in genere legate alla presenza di shunt.
La cateterizzazione del cuore sinistro è simile a quella destra, ma qui il vaso interessato è un'arteria e si potrà arrivare nel ventricolo sinistro, solo dopo aver attraversato il piano valvolare aortico e per via retrograda, cioè controcorrente rispetto al normale flusso sanguigno.
Si potranno in egual modo prelevare campioni di sangue. Non si potrà però "entrare" direttamente in atrio sinistro, infatti lo si può cateterizzare solo con la tecnica definita transettale, attraverso il foro ovale, dall'atrio destro.

## Effetti indesiderati
Come in qualsiasi esame invasivo c'è la possibilità di eventi avversi, ma normalmente sono percentualmente molto bassi. Le più frequenti complicanze riguardano il vaso che è stato cateterizzato: flebite ed ematoma. Altre reazioni avverse: infezione, problemi arteriosi, reazioni allergiche (se viene usato il mezzo di contrasto), aritmie da stimolazione del catetere, ipotensione arteriosa riflessa, ecc.
La morte è un evento rarissimo ed è condizionato dalla patologia del paziente e dalle sue comorbidità, cioè da tutte le altre malattie che aumentano il rischio cardiovascolare assoluto: l'età avanzata è il fattore di rischio più elevato.

## Indicazioni
Le indagini emodinamiche sono diventate col passare degli anni, sempre più accurate e precise. 
Il solo cateterismo del cuore è una metodica che non viene più utilizzata in solitario, infatti si associa sempre alla coronarografia, se l'esame è puramente diagnostico. Possiamo però ricordare le patologie, generalmente congenite, che sono state per lungo tempo diagnosticate con tale esame:
- Difetto settale interventricolare
- Tetralogia di Fallot
- Stenosi mitralica
- Stenosi aortica
- Shunt
- Insufficienza valvolare

Lo Scompenso cardiaco e l'ipertensione polmonare, sono sicuramente le uniche patologie che sono tuttora guidate nella terapia, dai risultati del cateterismo destro. Come ricordato nelle pagine specifiche, le pressione destre sono i parametri di riferimento per l'ottimizzazione della terapia.